# Улица Горького (Курск)
У́лица Го́рького — улица в Центральном округе города Курска. Находится в пределах исторического центра города. Улица проходит с юга на север: от Парка имени 1 Мая до пересечения с улицей Мирной; имеет протяжённость 1,2 км. За свою продолжительную историю улица Горького сменила ряд названий: до 1945 года называлась улица Максима Горького, до 5 ноября 1918 года — 1-я Сергиевская улица, до 1890 года — Сергиевская улица.

## Пересекает или соприкасается с улицами

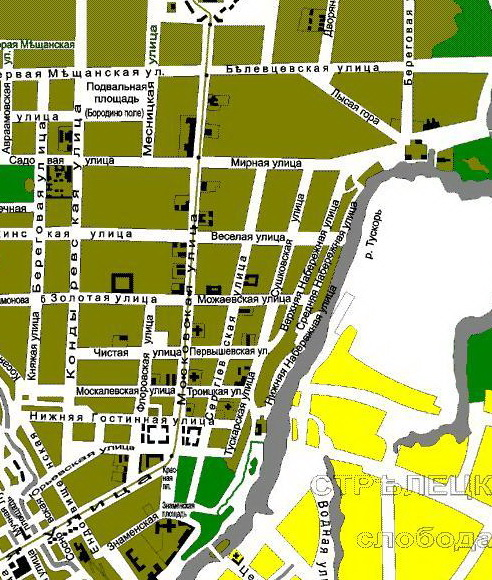
Улица Сергиевская (Горького) на плане Курска 1902 года

- Улица Урицкого
- Улица Марата
- Улица Серафима Саровского
- Улица Уфимцева
- Улица Можаевская
- Улица Кати Зеленко
- Улица Мирная.

## История улицы
Улица проложена в 1782 году в соответствии с генеральным планом. Согласно данным А. А. Танкова и Н. И. Златоверховникова (1902), до начала застройки участок улицы между Сергиево-Казанским собором и улицей Московской (теперь — улица Ленина) был покрыт озёрами, а около них располагались капустные огороды, в связи с чем жители этой части улицы вплоть до начала XX века сохраняли обиходное прозвище «капустники».
На улице сохранилось значительное количество зданий, представляющих историческую ценность. Располагаясь рядом с центральной улицей Курска, Московской, и параллельно ей, улица 1-я Сергиевская застраивалась хотя и небольшими, но привлекательными домами, большей частью двухэтажными. Светских школ до Октябрьской революции на этой улице не было, однако при Свято-Троицком женском монастыре функционировала церковно-приходская школа, а при Сергиево-Казанском кафедральном соборе — Конопатовская школа. На улице 1-й Сергиевской в частных домах проживали преимущественно состоятельные горожане. На этой улице одно время размещалась редакция газеты «Курский листок». В начале улицы располагались людные базары. На улице было сконцентрировано много трактирных заведений: в 1891 году на ней принимали посетителей трактиры мещан Н. Н. Бунина, А. И. Захаровой, Е. Н. Колотиловой, пивная М. М. Милостного.
Благодаря невысокой застройке улица практически не пострадала во время Гражданской и Великой Отечественной войн. Старая гостиница «Франция» и театр «Арлекин», занятый после революции красноармейским клубом, были уничтожены случайным пожаром летом 1920 года. В 1920-е годы в бывших номерах гостиниц «Полтава» и «Эрмитаж» расселились жильцы, примерно в это же время на этой улице перестал существовать некогда известный трактир «Шипка».
Последнее название улицы присвоено в честь советского русского писателя Максима Горького (настоящее имя — Алексей Максимович Пешков), трижды посетившего Курск и посвятившего городу один из очерков «По Союзу Советов», а также проявившего значительное участие в судьбе талантливого курского изобретателя А. Г. Уфимцева.

## Примечательные здания и сооружения

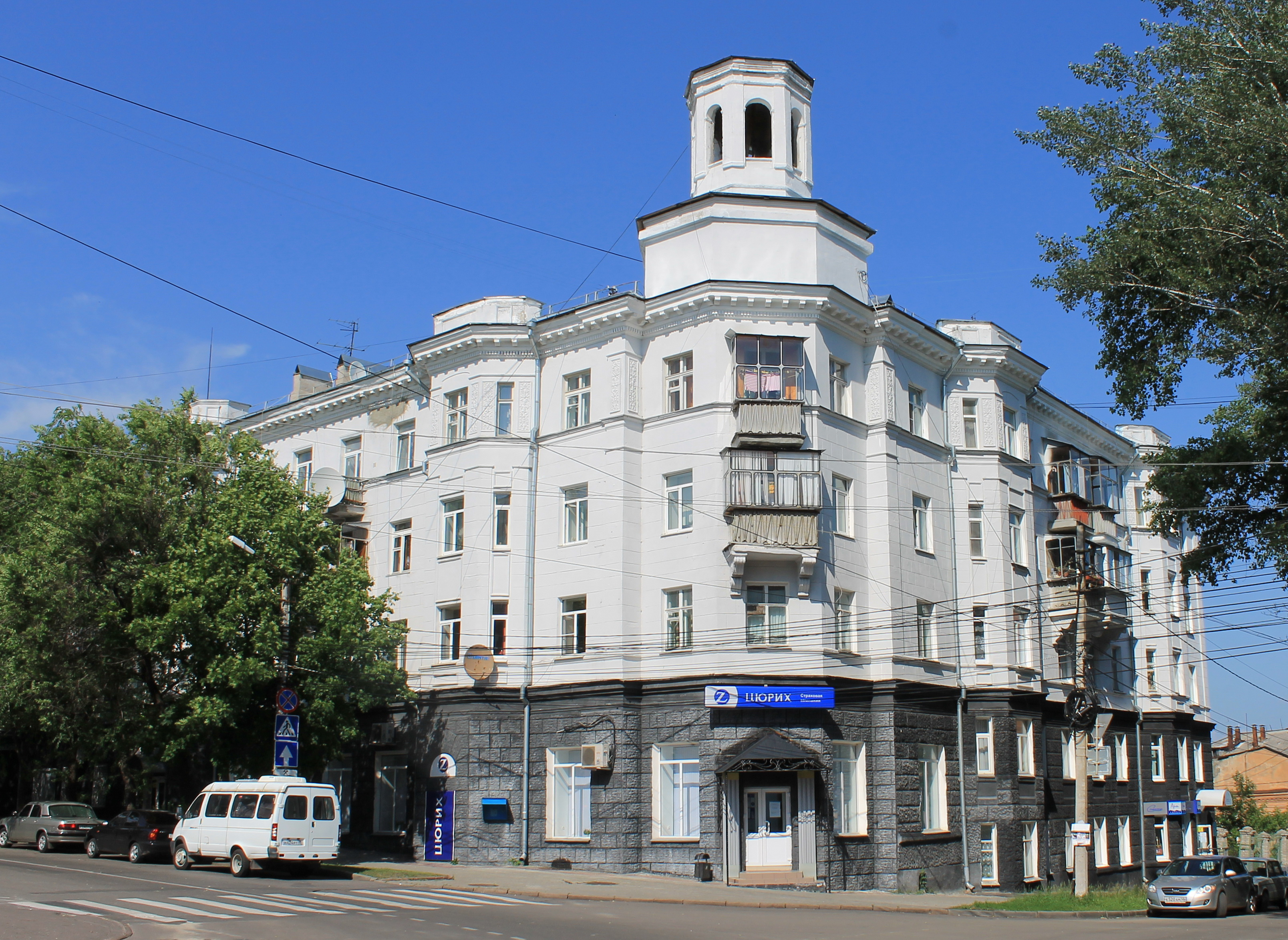
Угловой жилой дом с башенкой (ул. Горького, 9)

### По нечётной стороне

#### Жилой дом с офисами на первом этаже (№ 9)
Четырехэтажный жилой дом с эркерами во всю высоту здания, арками и угловой башенкой, построенный в 1954 году по проекту архитекторов А. Г. Шуклина и М. Л. Теплицкого на углу улиц Горького и Марата. Здание завершает изящный лепной карниз с модильонами и другими архитектурными деталями, расположенными по периметру главных фасадов. Между эркерами размещены спаренные фасады с кронштейнами; массивный фасад первого этажа рустован под декоративный камень. Здание хорошо просматривается с Красной площади и органично вписывается в ансамбль её строений.
До Октябрьской революции на этом месте располагалась одноэтажная каменная хлебная лавка купца Ангелепуло, а рядом с ней — вытянутая пекарня. После революции одноэтажный дом был снесён, а его место в течение длительного времени оставалось пустым.
Современное здание первоначально проектировалось для УВД Курской области, но позднее проект переработан под жилой дом, который возвели за 2 года. Часть помещений длительное время занимала администрация треста «Курскпромстрой», а в 90-х годах XX века здесь разместился «Курскрегионгаз». Кроме того, часть первого этажа занимал магазин «Юпитер».
В настоящее время на первом этаже находится центральный офис Курского филиала страховой компании «Цюрих», а в северной части этого здания — главный офис телерадиокомпании «Сейм» и редакция газеты «Курская правда».
В этом здании провёл детские и юношеские годы народный артист РСФСР, Почётный гражданин города Курска Владимир Винокур.

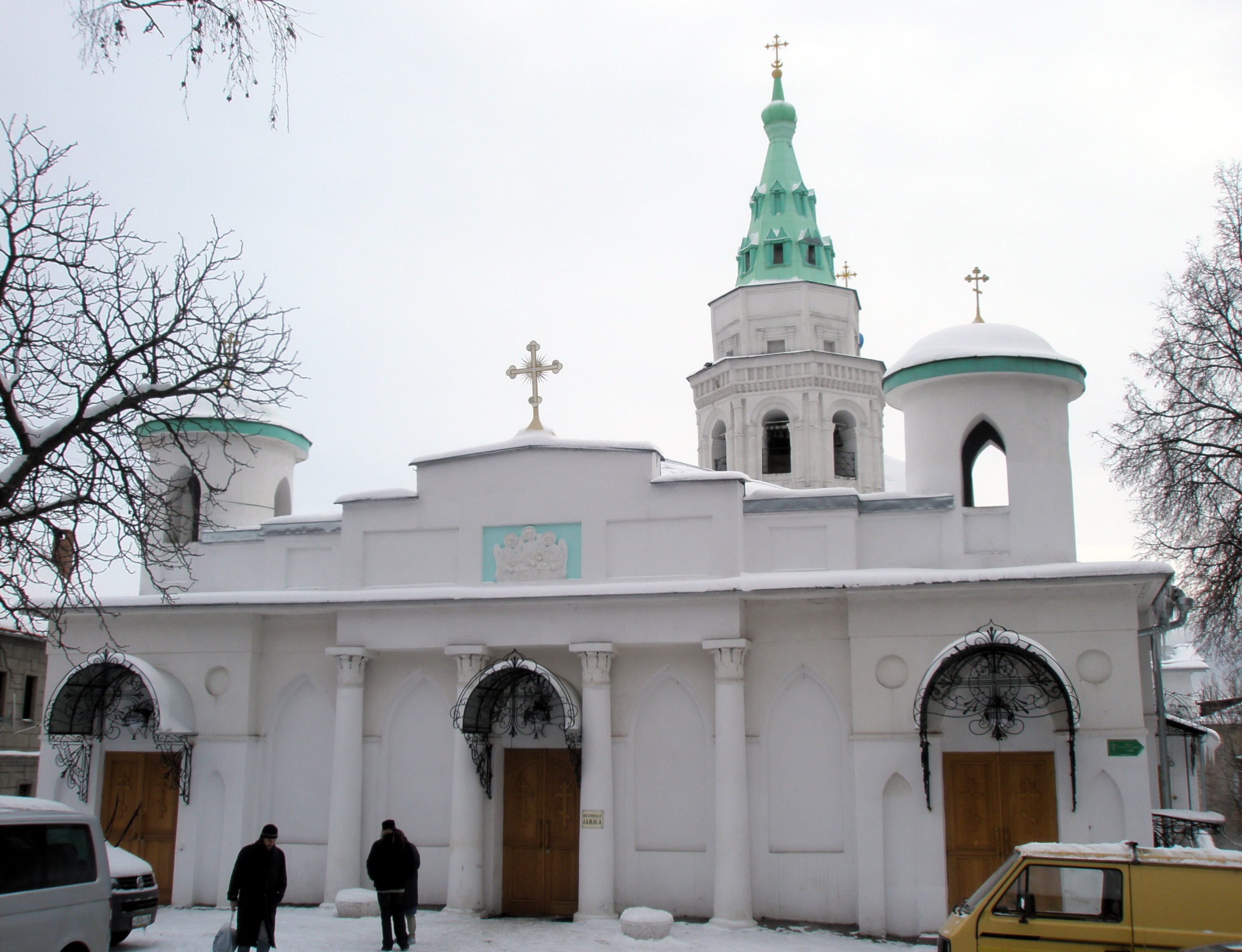
Курский Свято-Троицкий женский монастырь (ул. Горького, 13/1)

#### Курский Свято-Троицкий женский монастырь (№ 13/1)
Православный женский монастырь, первое упоминание о котором датируется 1623 годом, где он фигурирует как уже действующий. В 1680 году все постройки монастыря были уничтожены пожаром, но уже в 1681 году игумения Пелагия выстроила деревянную церковь в честь Святой Троицы. В 1695 году она же заложила каменную двухэтажную церковь, сохранившуюся до наших дней. В 1836 году к западной стене храма была пристроена тёплая церковь, посвящённая Новодворской иконе Божией Матери. В 1851 году в Новодворском храме были устроены два придела: северный — в память явления Иверской иконы Божией Матери и южный — во имя преподобного Мирона. В 1923 году монастырь был закрыт, в зданиях в разное время размещались музей искусств и историко-археологический кустарный музей, губернский краеведческий музей, губернский лагерь принудительных работ, архив Октябрьской революции, позже переименованный в ГАКО, научно-методический центр управления культуры и библиотека для слепых. В 1993 году часть храмового комплекса была возвращена Курской епархии, а в 1994 году были отданы настоятельский и сестринский корпуса. В августе 2004 года в Свято-Троицкую обитель переселилась женская монашеская община из подмосковного Иосифо-Волоцкого монастыря.
Памятник архитектуры федерального значения.

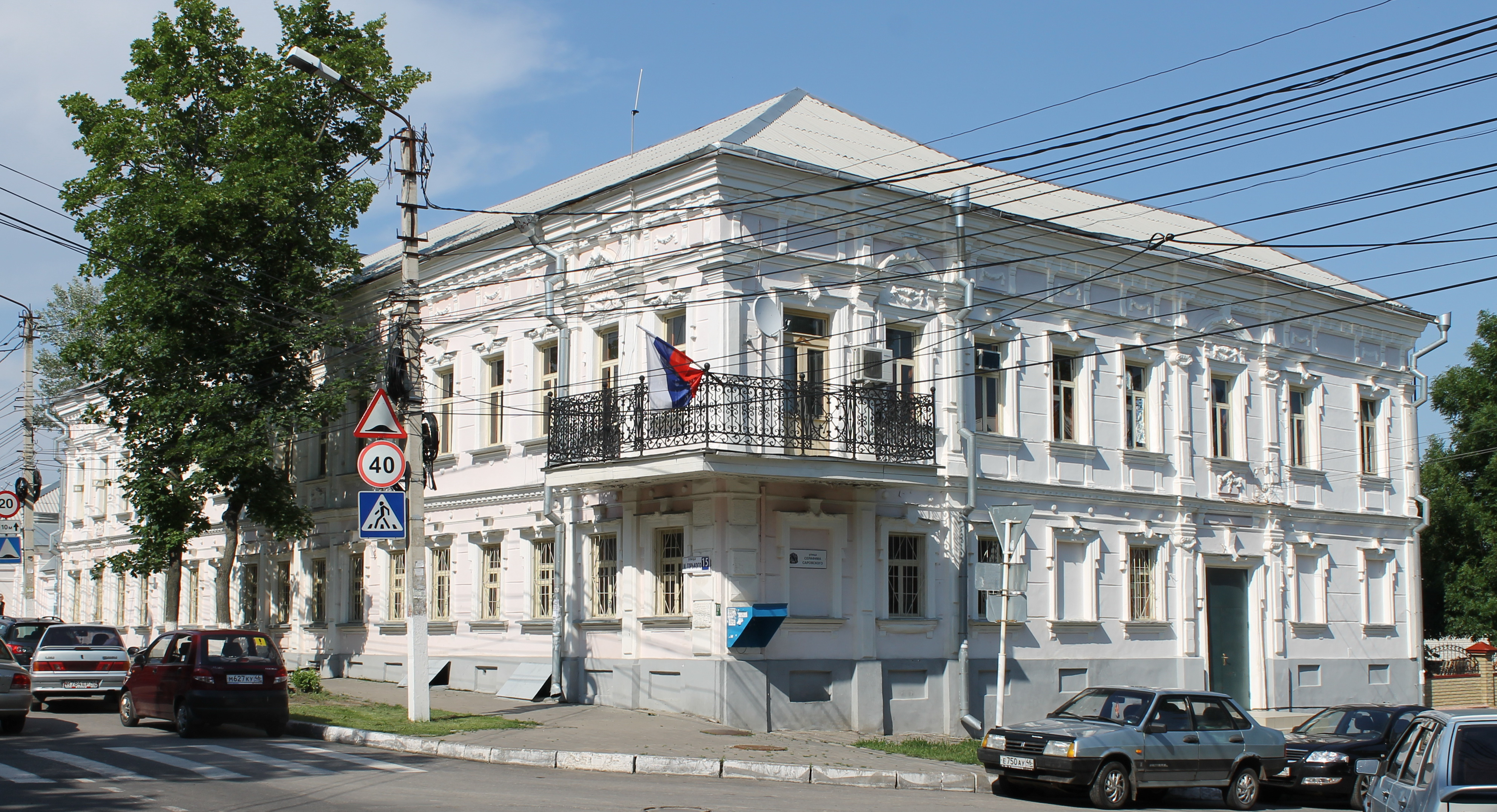
Дом купца Н. В. Гладкова (Курский базовый медицинский колледж), ул. Горького, 15

#### Дом купца Н. В. Гладкова (№ 15)
Большой двухэтажный дом с угловым кованым балконом и оригинальной детальной лепниной оконных наличников на фасадах, расположенный на углу улиц Максима Горького и Серафима Саровского. Хозяином дома являлся потомственный почётный гражданин, купец, благотворитель Николай Васильевич Гладков. До настоящего времени сохранился длинный купеческий амбар, построенный в первой половине XIX века. В конце XIX века в доме работала кухаркой молодая Дежка Винникова, будущая знаменитая российская эстрадная певица Надежда Плевицкая, впоследствии упоминавшая это здание и его хозяина в своём «Дежкином карагоде». В начале XX века здесь проживала Вера Мухина, родственница Гладковых, ставшая в последующем всемирно известным скульптором, к числу работ которой принадлежит композиция «Рабочий и колхозница». В этом доме Мухина написала маслом свой первый в жизни портрет — горничной Анюты. В годы Первой мировой войны в здании разместился военный госпиталь. После Октябрьской революции дом некоторое время занимала губернская чрезвычайная комиссия, затем в здании располагался 74-й сводный эвакогоспиталь, после ликвидации которого в 1923 году дом был передан рабочему факультету для размещения студенческого общежития на 200 мест. После закрытия рабфака в 1927 году здесь было организовано общежитие для безработных и беспризорных матерей и их детей. В годы перед Великой Отечественной войной в доме была открыта детская больница. Во время военных действий и оккупации зданию не было причинено существенного вреда. После освобождения Курска от немецко-фашистских захватчиков в доме располагался аппарат Курского обкома ВКП(б), осенью 1943 года в нём выступал на совещании по вопросу сдачи хлеба колхозами и совхозами Анастас Микоян. До 1955 года в доме Гладкова работал родильный дом № 3, а после его переезда в новое здание на улице Ленина тут разместился областной противотуберкулёзный диспансер и его стационар.
В 1975 году в здании разместилось Курское медицинское училище, впоследствии переименованное в Курский базовый медицинский колледж. Колледж занимает это здание и в настоящее время.
Памятник архитектуры местного значения.

#### Дом акушера А. Н. Калининой (№ 17)
Двухэтажный дом, принадлежавший известному в Курске акушеру-гинекологу А. Н. Калининой.

#### Дом священника К. А. Романова (№ 19)
Двухэтажный дом, расположенный на углу улиц Горького и Уфимцева. Принадлежал настоятелю Воскресенско-Ильинской церкви — священнику Константину Романову.

#### Дом М. Н. Осетринкиной (№ 23)

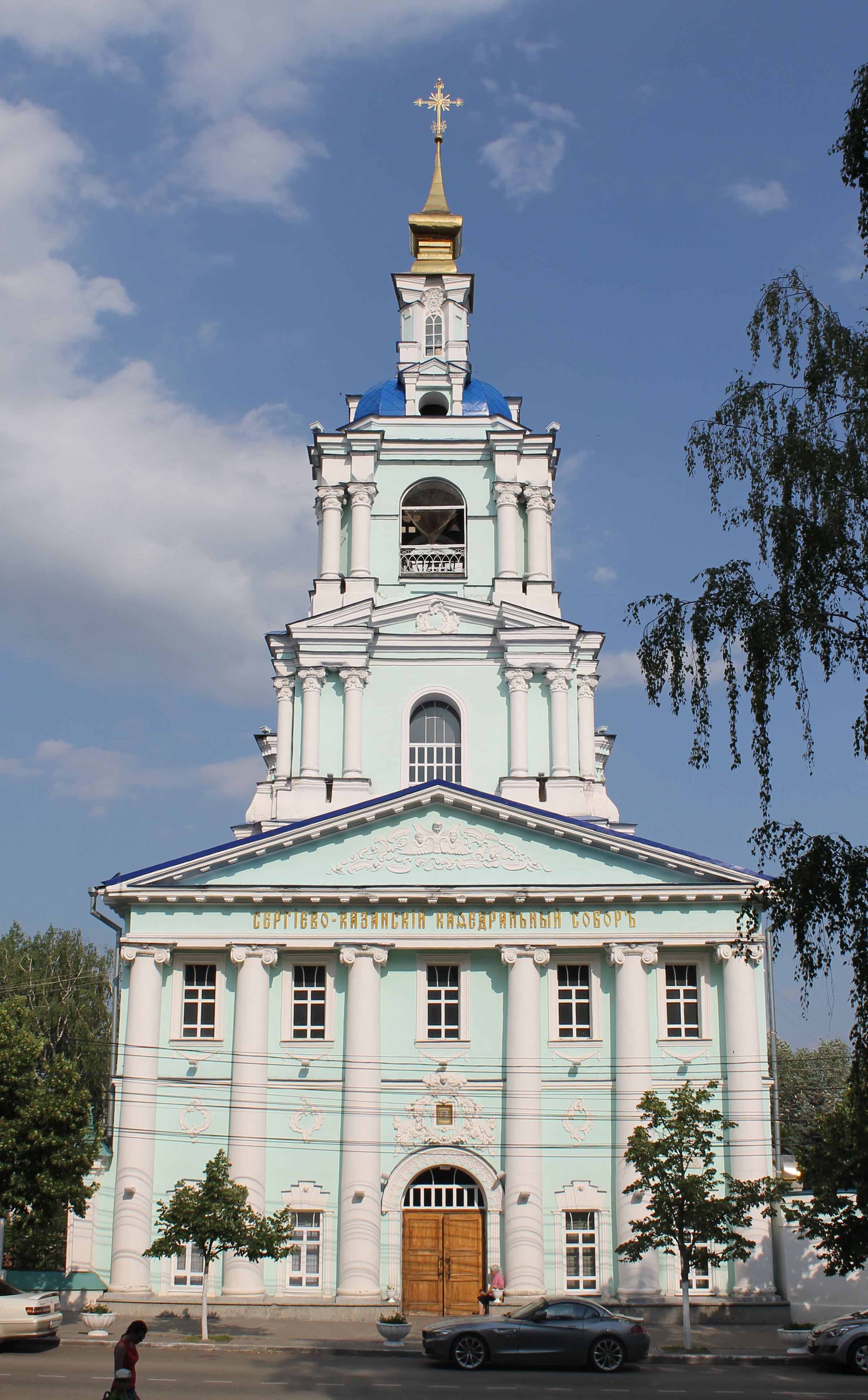
Сергиево-Казанский кафедральный собор (ул. Горького, 27)

Двухэтажный дом, принадлежавший М. Н. Осетринкиной. В 1920-х — начале 1930-х годов в этом доме проживала в большой многодетной семье Катя Зеленко (1916—1941) — в будущем Герой Советского Союза, единственная в мире женщина-лётчик, совершившая воздушный таран. В память о лётчице на стене дома установлена мраморная мемориальная плита.

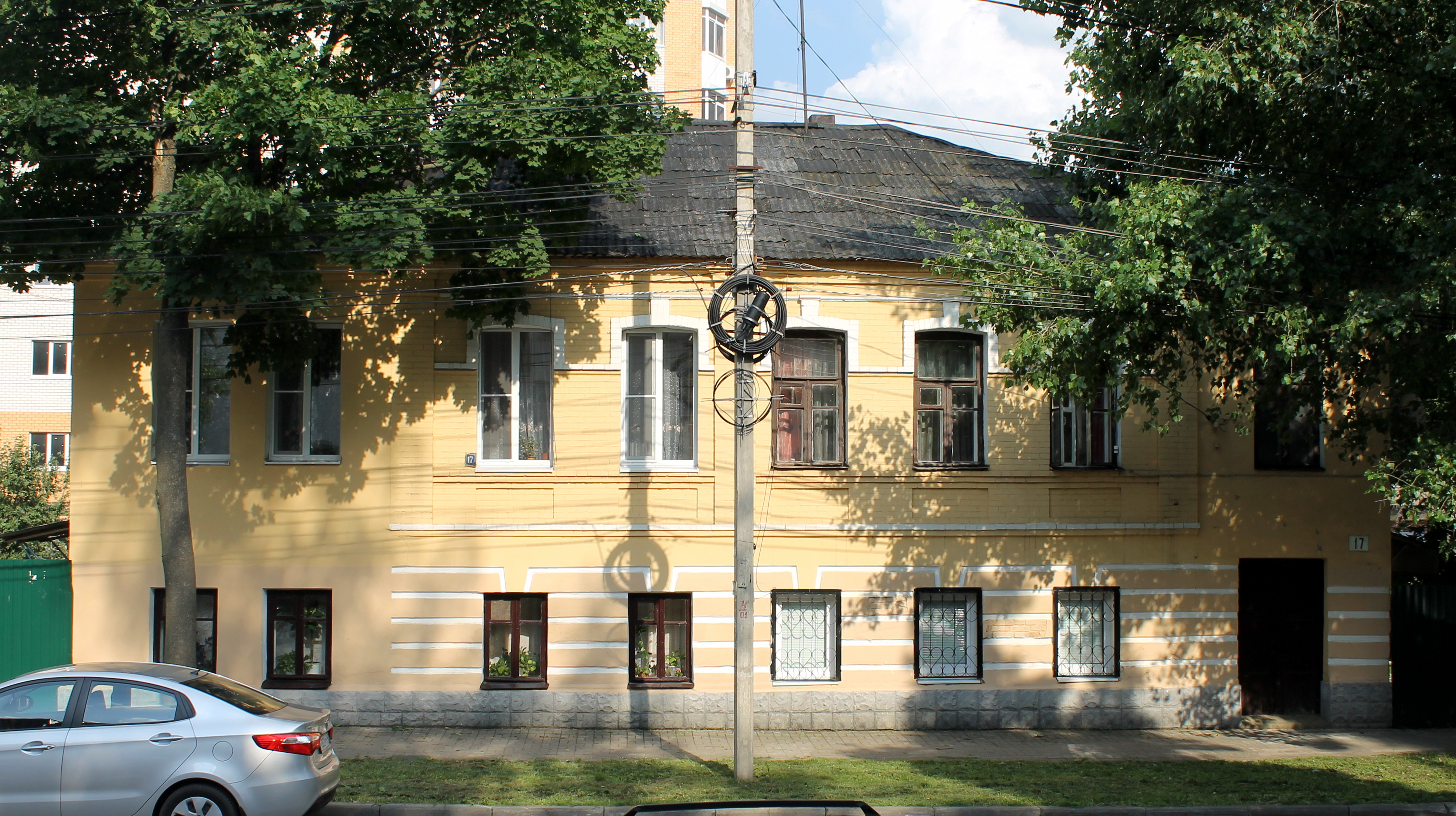
Дом акушера А. Н. Калининой (ул. Горького, 17)
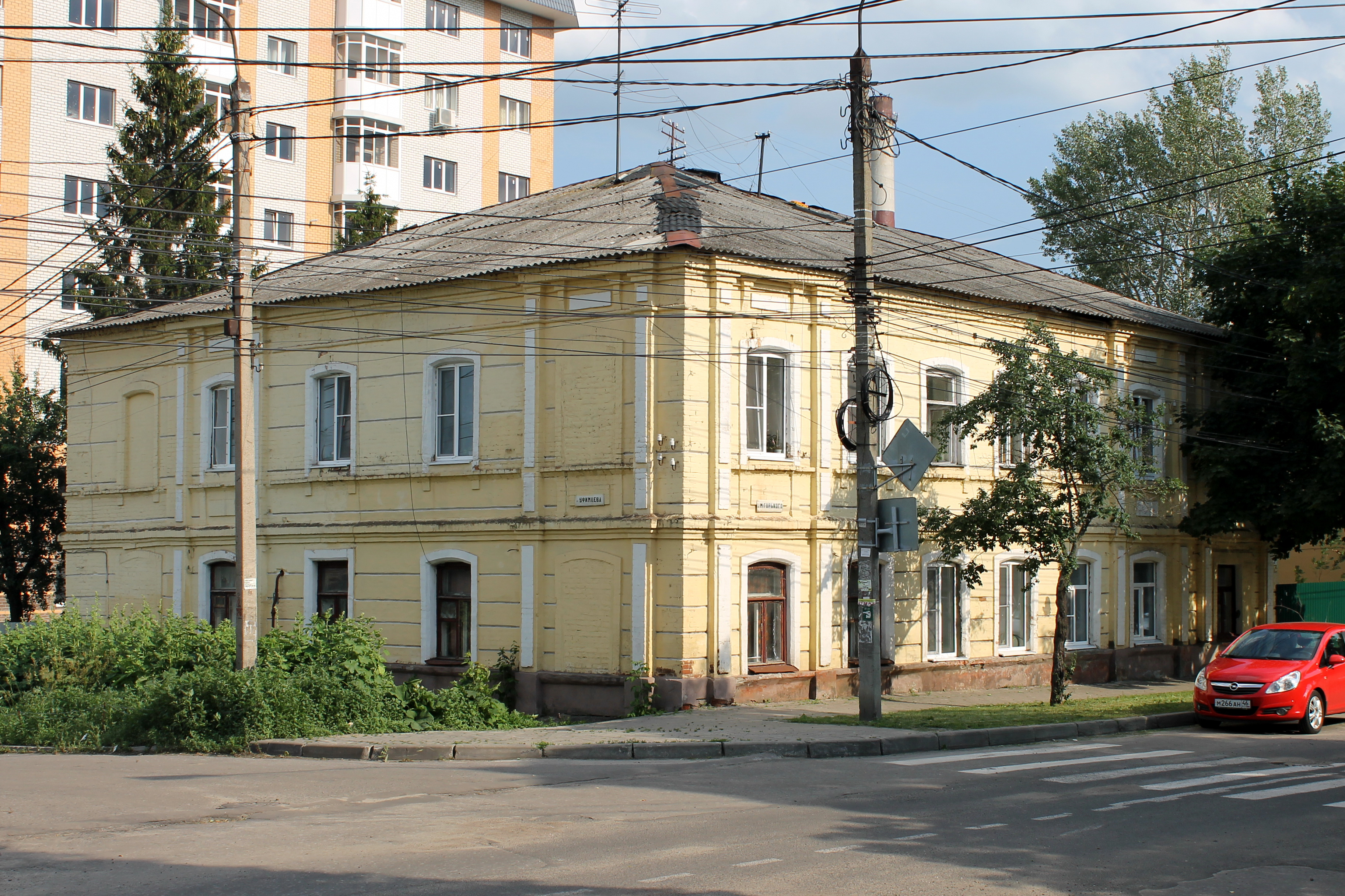
Дом священника К. А. Романова (ул. Горького, 19)
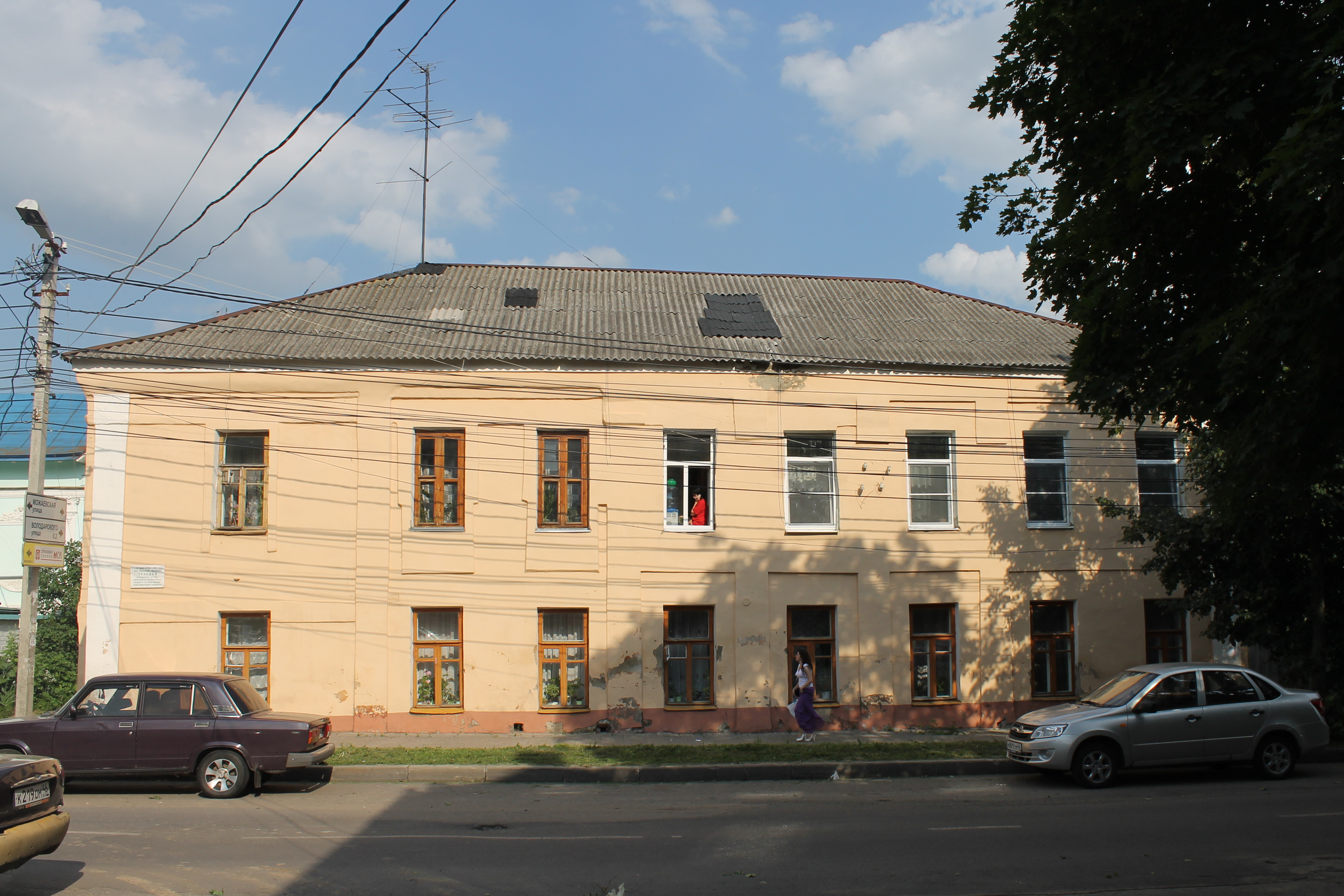
Дом М. Н. Осетринкиной (ул. Горького, 23)

#### Сергиево-Казанский кафедральный собор (№ 27)
Православный храм, построенный в 1752—1778 годах в стиле барокко. Подрядчиком при строительстве храма выступал курский купец Исидор Иванович Машнин — отец Прохора Мошнина (преподобного Серафима Саровского), а после смерти Исидора Машнина в 1762 году обязанности по подряду приняла на себя его жена Агафия, под надзором которой в 1778 году строительство было окончено. В связи с переносом архиерейской кафедры из Белгорода в Курск в 1833 г. храм стал кафедральным собором. 
Без преувеличения является жемчужиной курской архитектуры, выдающимся архитектурным памятником церковного зодчества II половины XVIII века.
Памятник архитектуры федерального значения.

#### Управление Федеральной налоговой службы по Курской области (№ 37)
Четырёхэтажное здание Управления Федеральной налоговой службы по Курской области было построено по проекту архитектора Д. А. Кубрина турецкой фирмой «Ильк Умут» в 1995 году в технике монолитного бетона, по своему стилю напоминает советский конструктивизм 1920-х годов. В левой части здания по этажам размещены холлы, хорошо освещенные через световой фонарь посредством атриума, в самой крайней левой части — пассажирские лифты и лестница. Уже в августе 1995 года инспекция заняла это здание.

#### Дом купца Ф. И. Антимонова (№ 63)
В этом здании проживал курский купец 1-й гильдии Фёдор Иванович Антимонов (около 1801—1871), родной брат Ивана Ивановича Антимонова (1810—1894), известного как преподобный Исаакий I — архимандрит Оптиной пустыни с 1885 года, в 2000 году канонизированный Русской православной церковью в числе других оптинских старцев. Во второй половине XIX века Ф. И. Антимонов являлся одним из местных монопольных торговцев пенькой и верёвочными изделиями, а также вёл торговлю рыбой, привозимой с побережья Азовского моря, где до 1854 года имел свой рыбный завод. Кроме того, Антимонов владел в Курске также и канатным заводом. Фёдор Антимонов заседал в палате гражданского суда и был гласным городской Думы. В 1863 году он был утверждён в должности почётного блюстителя при курских приходских училищах, а немного позднее стал первым директором Курского городского общественного Филиппцова банка (1865—1871). Кроме этой усадьбы, ему принадлежала и соседняя (ул. Горького, 65).
В конце XIX века в этом доме проживала потомственная почетная гражданка Ольга Дмитриевна Антимонова — известная благотворительница, действительный член братства во имя преподобного Феодосия Печерского. В 1901 году согласно её завещанию на улице Шоссейной (теперь — ул. Карла Маркса, 30) была организована богадельня с неприкосновенным капиталом в 12 тысяч рублей, получившая её имя. После смерти Антимоновой в 1900 году домовладение № 63 перешло к потомственному почётному гражданину, кандидату прав Н. Н. Лоскутову, занимавшему дом до Октябрьской революции.

#### Дом Н. В. и А. Н. Масленниковых (№ 65)
Кирпичное двухэтажное здание, в различное время принадлежавшее Н. В. и А. Н. Масленниковым, купцу Ф. И. Антимонову. В советское время здесь размещались нотариальная контора и областной суд.

#### Дом дворянина Н. Н. Кладищева (№ 67)
Кирпичное двухэтажное здание, принадлежавшее дворянину Н. Н. Кладищеву. До 1895 года владельцем здания был потомственный почётный гражданин С. А. Антимонов, от которого оно досталось лидеру лютеранской общины Курска, одному из устроителей лютеранской кирхи на улице Московской (теперь — улице Ленина) Константину Рингсу.

### По чётной стороне

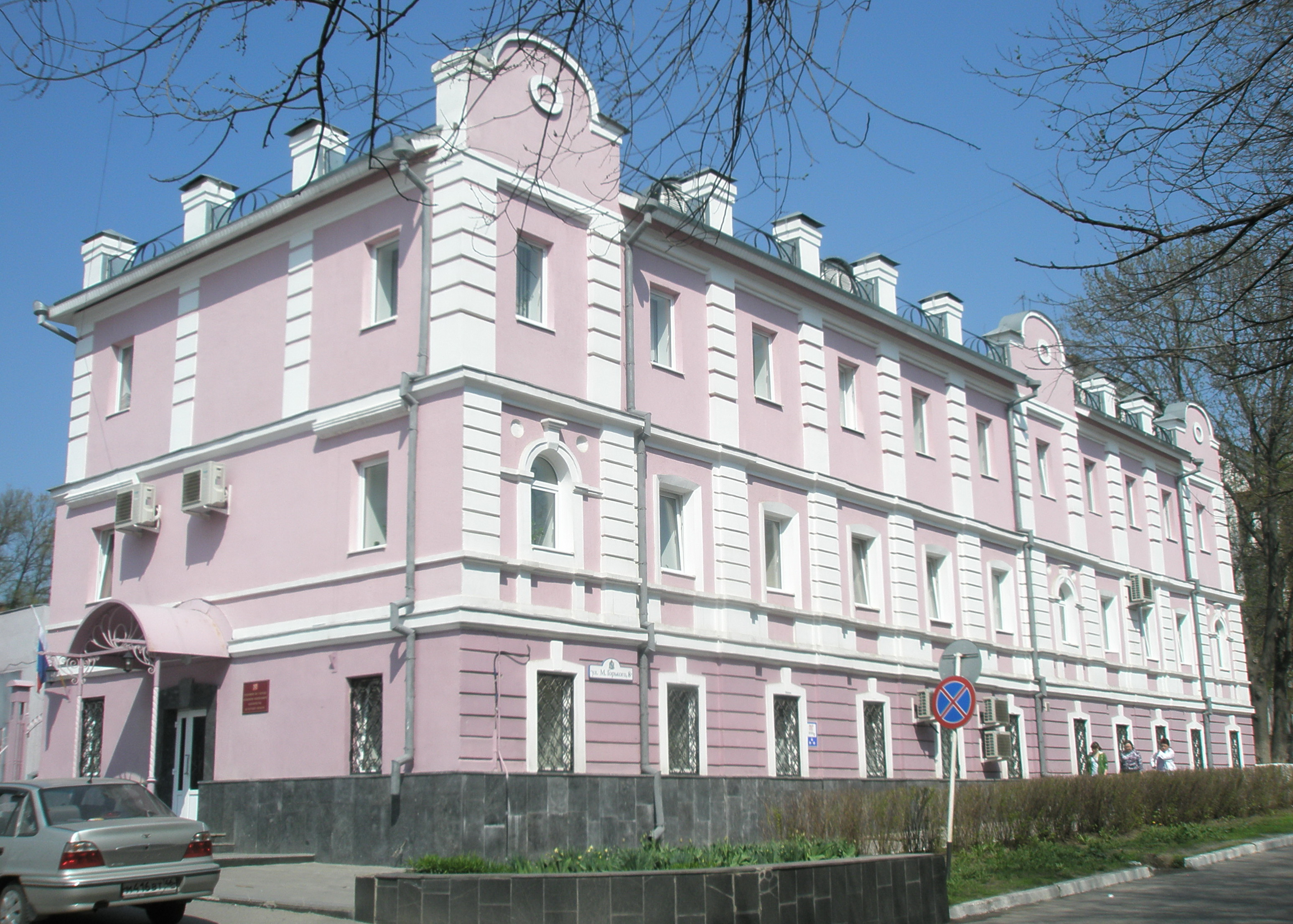
Дом Н. А. и А. Ф. Лоскутовых (ул. Горького, 8)

#### Дом Н. А. и А. Ф. Лоскутовых (№ 8)
Некогда двухэтажный дом, принадлежавший купцам Н. А. и А. Ф. Лоскутовым. Долгие годы здание было жилым домом. В 1980-е годы дом был покинут жильцами и на протяжении шести лет был заброшен, после чего в 1989 году здание было передано горисполкомом заводу «Электроагрегат», который в мастерской «Курскархпроекта» заказал проект его реконструкции. Изначально по проекту архитектора А. Баландина планировалось надстроить ещё один этаж, на втором и третьем этажах расположить четырнадцать жилых квартир, первый этаж отдать под творческие мастерские художников. Однако в апреле 1994 года незаконченный дом был передан Федеральному казначейству. Чтобы приспособить здание под административное помещение, архитектором были внесены существенные изменения в проект. В настоящее время в доме размещается отдел № 29 Управления Федерального казначейства по Курской области.

#### Дом купца А. В. Переплетенко (№ 26)
Кирпичный двухэтажный дом, принадлежавший купцу, издателю открыток с видами Курска А. В. Переплетенко. Возведён во второй половине XIX века. В 2010 году дом был внесён в список зданий, готовящихся к сносу, а часть его жильцов была расселена. Однако в марте 2013 года губернатор Курской области Александр Михайлов подписал распоряжение, касающееся включения этого здания в единый государственный реестр объектов культурного наследия РФ в качестве объекта культурного наследия регионального значения.

#### Дом Ф. И. Вегзунга (№ 28)
До Октябрьской революции дом принадлежал германскому подданному булочнику Ф. И. Вегзунгу.

#### Региональный операционный офис «Банка Москвы» в городе Курске (№ 34)
Строительство этого здания банка по проекту архитектора И. Л. Брагина было завершено осенью 1993 года. Первоначально здание предназначалось для Курского отделения «Мосбизнесбанка», в настоящее время в нём располагается региональный операционный офис «Банка Москвы».

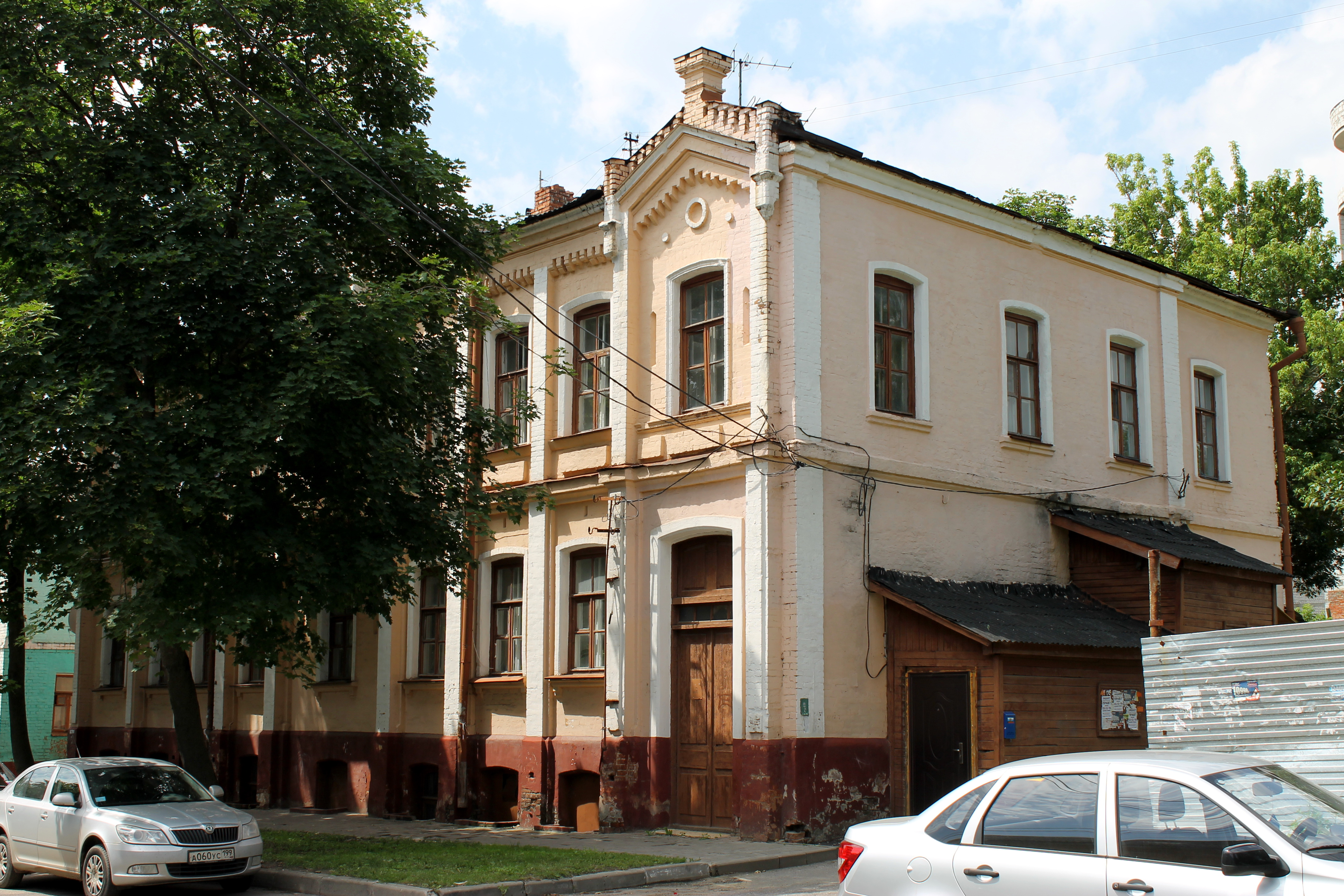
Дом купца А. В. Переплетенко (ул. Горького, 26)
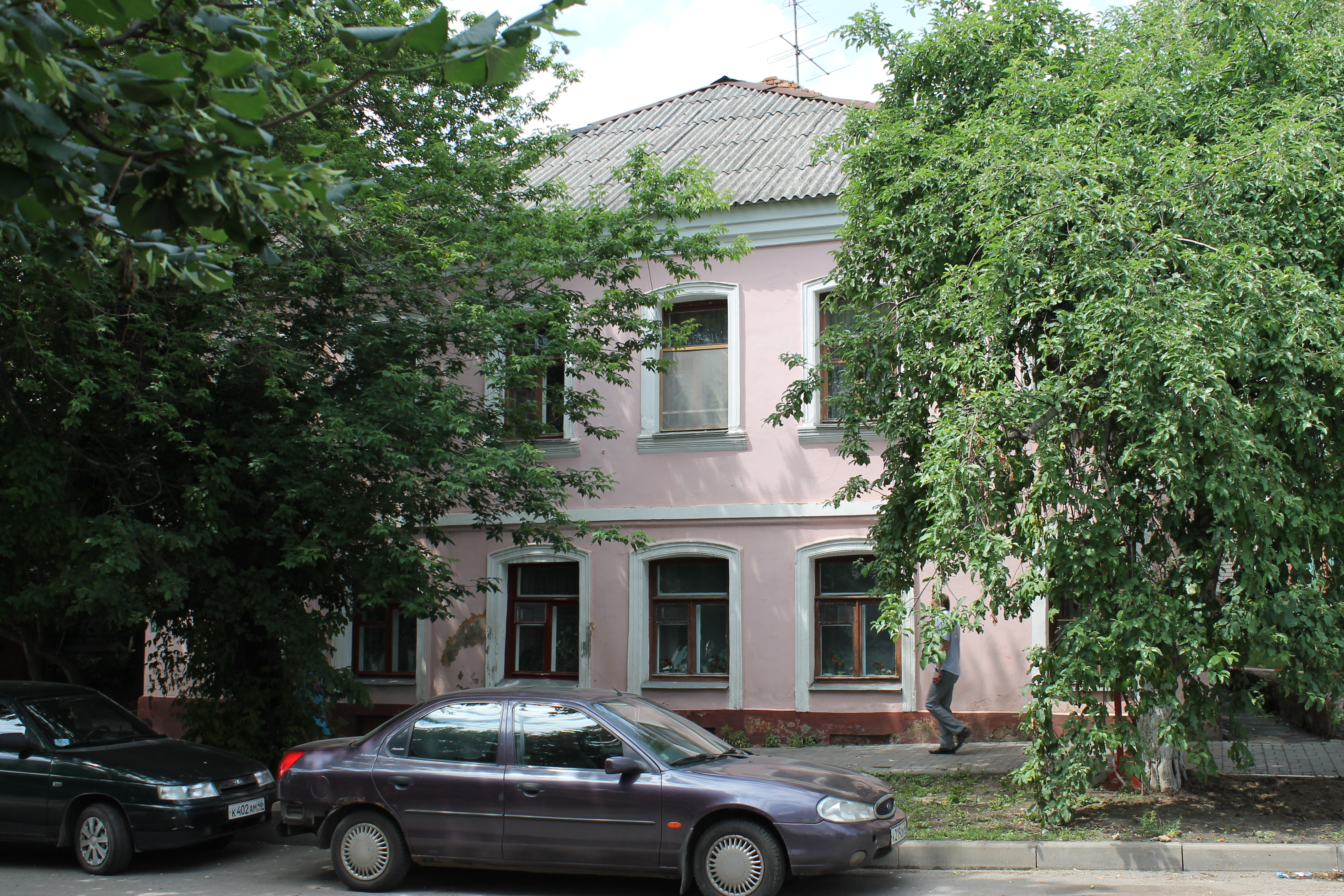
Дом Ф. И. Вегзунга (ул. Горького, 28)
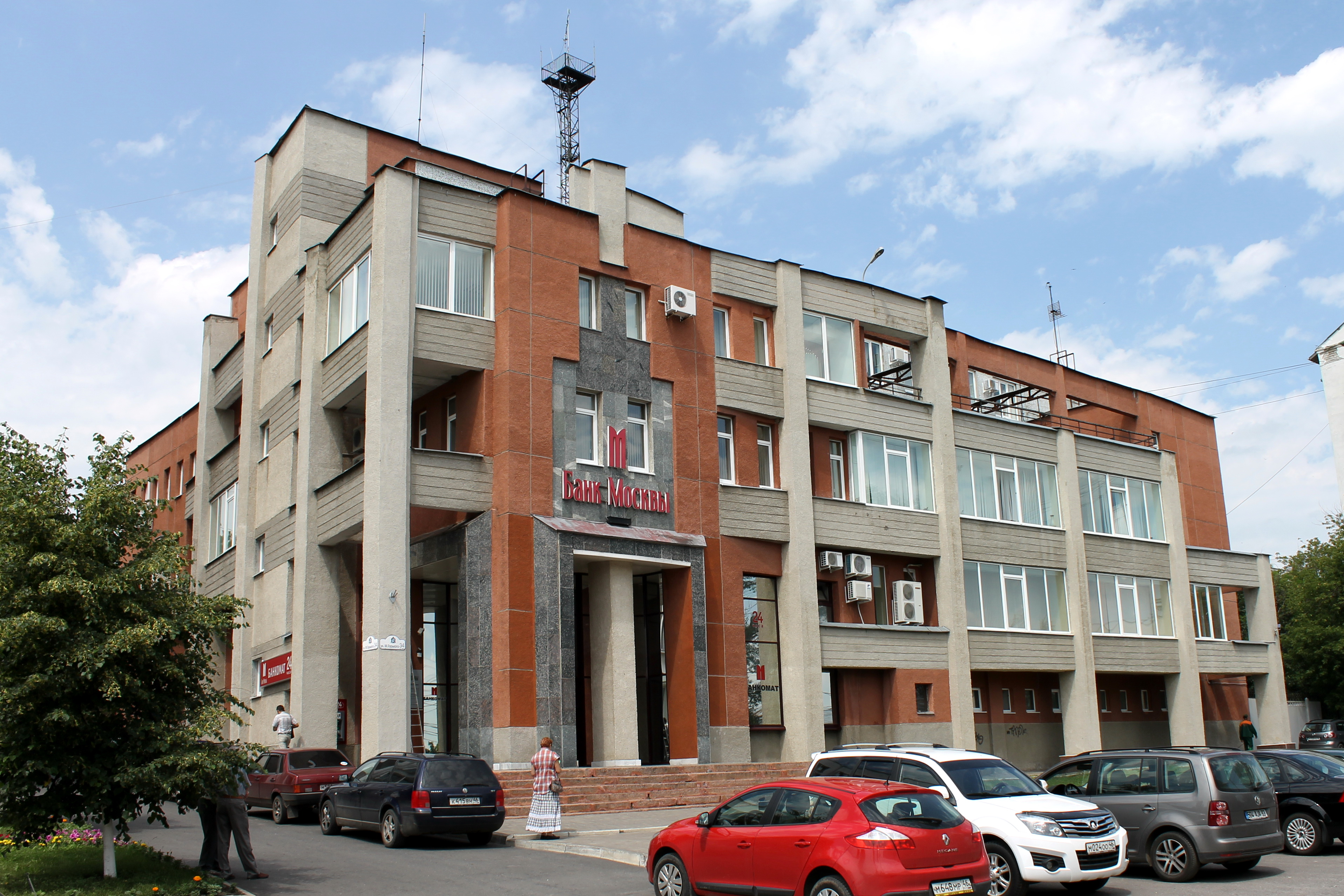
Региональный операционный офис «Банка Москвы» в городе Курске (ул. Горького, 34)

## Транспорт
Движение общественного транспорта по улице Горького не осуществляется. Ближайшие остановки общественного транспорта к началу улицы — «Красная площадь» (в сторону площади Перекальского) и «Знаменский собор» (в сторону улицы Сонина):
- «Красная площадь» (Красная площадь):

Автобус: №№ 3, 7, 13, 14, 15, 22, 26, 27а, 39, 40, 41, 42к, 43к, 44к, 45, 46, 49к, 50, 53, 54, 58а, 60, 63, 66, 71, 72, 78, 78а, 80, 81, 82, 84, 85, 86, 89, 90, 91, 92, 94, 95, 97, 98, 99, 251.
Маршрутное такси: №№ 202, 204, 206, 208, 216, 226, 228, 229, 234, 240, 245, 246, 247, 248, 257, 263, 269, 273, 274, 275, 277, 278, 280, 281, 283, 287, 288.
Троллейбус: №№ 1, 2, 5, 8, 9.
- «Знаменский собор» :

Троллейбус: №№ 1, 2, 3, 4, 5, 6, 7, 8, 9.
Ближайшие остановки к концу улицы — «Садовая» (в сторону Знаменского собора) и «Мирная» (в сторону площади Перекальского).
- «Садовая», «Мирная» (ул. Ленина):

Автобус: №№ 7, 13, 15, 22, 41, 42к, 43к, 44к, 45, 46, 49к, 50, 53, 54, 58а, 60, 63, 66, 71, 72, 78, 80, 81, 82, 83, 84, 85, 86, 89, 90, 91, 92, 94, 95, 97, 98, 99.
Маршрутное такси: №№ 202, 204, 206, 208, 216, 226, 228, 229, 234, 240, 245, 246, 247, 248, 263, 269, 273, 274, 275, 277, 278, 280, 281, 283, 287, 288.
С 29 апреля 2010 года по улице Горького по рабочим дням введено одностороннее движение автотранспорта от пересечения с улицей Марата в направлении улицы Мирной.

## Комментарии
1. ↑  Озеро Глинище, образовавшееся в результате заполнения грунтовыми водами карьера, откуда когда-то добывалась глина, в летнее время становивилось болотом и служило свалкой, было засыпано в 1786 году при реализации «Плана губернскому городу Курску»[4].